# Lomblen
Het eiland Lomblen (Indonesisch: Pulau Lembata, eiland Lembata) is met zijn afmetingen van 80 km bij 30 km het grootste eiland van de Solorarchipel, onderdeel van de Kleine Soenda-eilanden van Indonesië. Bestuurlijk hoort het eiland tot de provincie Oost-Nusa Tenggara.
- Westelijk liggen achtereenvolgens de eilanden Adonara, Solor en Flores. Ten oosten ligt, aan de andere kant van Straat Alor als onderdeel van de Alor-archipel het eiland Pantar. Ten zuiden ligt, aan de andere zijde van de Sawuzee het eiland Timor. In het noorden, aan de andere zijde van de Bandazee ligt Sulawesi.

## Geografie
- De hoofdstad Lewoleba (ook bekend als Labala) ligt op het westelijk deel van het eiland aan een baai die uitzicht geeft op de vulkaan Ilê Ape in het noorden.
- Er is regelmatig scheepvaartverkeer langs de kust en naar naburige eilanden, maar de enige havens van belang zijn Lewoleba en Waiwerang in het noorden. Vanuit Lewoleba is een reguliere verbinding met Larantuka op Flores en vanuit Waiwerang is er een scheepvaart verbinding met het eiland Alor in het oosten.
- Lomblen is een eiland met actieve vulkanen: Ililabalekan, Iliwerung, en Lewotolo.
- Grootste hoogte: 1533 m.

## Bevolking
- De bevolking van Lomblen is, net als de mensen van andere eilanden van Oost-Indonesië bekend vanwege de vervaardiging van de handgemaakte Ikatweefsels.
- Taal: Naast Indonesisch wordt er Lamaholot gesproken, een lingua franca die wordt gesproken door meer dan 150.000 mensen in deze regio (Solorarchipel, Oost-Flores en West-Solor). Het Lamaholot kent zeker een tiental sub-talen en nog meer dialecten.
- Op de zuidkust is het dorp Lamalera (2500 inwoners) bekend door de walvisvaart. Samen met het dorp Lamakera op het buureiland Solor zijn het de laatst overgebleven Indonesische gemeenschappen waar nog op walvissen gejaagd wordt.